# Artemisia michauxiana
Artemisia michauxiana es una especie de arbusto del género Artemisia, que se distribuye por Norteamérica.

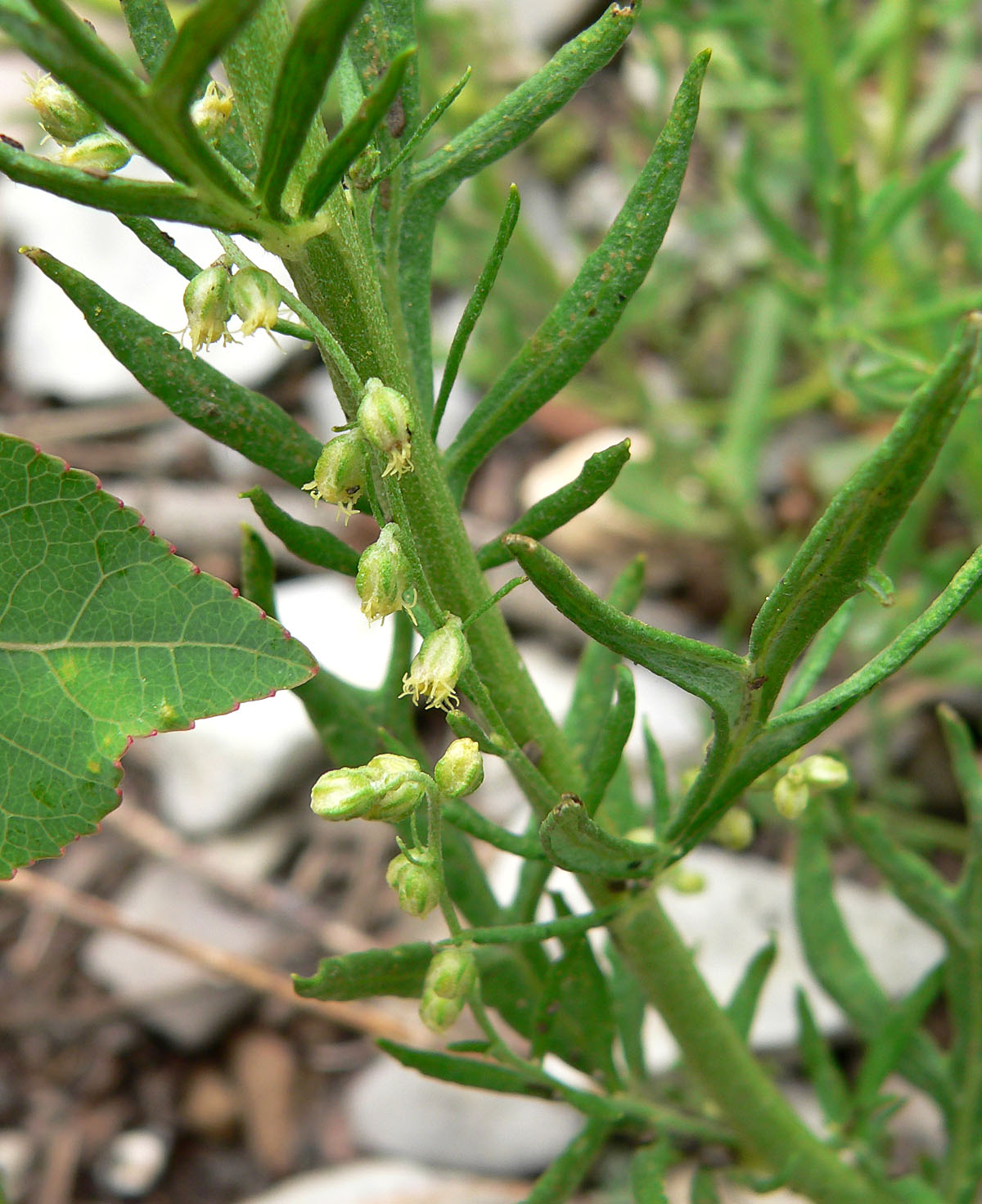
Detalle de las hojas

## Descripción
Es una planta herbácea rizomatosa perenne con follaje de color verde, con olor a limón. La planta crece hasta un metro de altura, con varias ramas erguidas. Las hojas están divididas en numerosos segmentos estrechos sin pelo o ligeramente peludo amarillento y llevan glándulas de resina. La inflorescencia es una espiga hasta 15 centímetros de largo, lleno de racimos de pequeñas cabezas de flores. Cada cabeza está llena de filarios morados verdes y rugosos, glandulares. El fruto es un pequeño aquenio.

## Distribución
Es nativa de Norteamérica occidental desde Yukon a California y Colorado, donde crece en las laderas de montañas en hábitats subalpinos en climas alpinos. 

## Taxonomía
Artemisia michauxiana fue descrita por Wilibald Swibert Joseph Gottlieb von Besser y publicado en Flora Boreali-Americana 1(6): 324. 1833.
Etimología
Hay dos teorías en la etimología de Artemisia: según la primera, debe su nombre a Artemisa, hermana gemela de Apolo y diosa griega de la caza y de las virtudes curativas, especialmente de los embarazos y los partos . Según la segunda teoría, el género fue otorgado en honor a Artemisia II, hermana y mujer de Mausolo, rey de la Caria, 353-352 a. C., que reinó después de la muerte del soberano. En su homenaje se erigió el Mausoleo de Halicarnaso, una de las siete maravillas del mundo. Era experta en botánica y en medicina.
michauxiana: epíteto
Sinonimia
- Artemisia discolor Douglas ex Besser
- Artemisia vulgaris subsp. michauxiana (Besser) H.St.John	[3]